# Путешествие 2: Таинственный остров
«Путеше́ствие 2: Таи́нственный о́стров» (англ. Journey 2: The Mysterious Island) — американский приключенческий боевик режиссёра Брэда Пейтона в формате 3D, сиквел фильма «Путешествие к центру Земли». Мировая премьера состоялась 19 января 2012 года в Австралии, а 9 февраля 2012 года фильм был показан в России.
Экранизация романа Жюля Верна «Таинственный остров». Действие перенесено в наше время.

## Сюжет
На этот раз Шон Андерсон получает сигнал с просьбой о помощи. Шон проникает в спутниковый центр, чтобы усилить сигнал. Сигнал пришёл с загадочного острова, из места посреди Тихого океана, где никакого острова и быть не может, зато непрерывны ураганы.
Отчим Шона, не сумевший остановить его, тоже присоединяется к поискам. Вместе с Габато, пилотом вертолёта, и его дочерью Кайлани они находят остров, но вертолёт разбивается.
Остров населяют гигантские животные, а из вулкана извергается жидкое золото. На острове путешественники находят Александра Андерсона (деда Шона) и узнают, что Таинственный остров — это Атлантида.
На спутник радиосигнал о помощи можно будет передать через две недели, но через несколько часов остров скроется под водой, и к этому времени нашим героям требуется добраться до «Наутилуса» капитана Немо.

## В ролях
- Джош Хатчерсон — Шон Андерсон
- Дуэйн Джонсон — Хэнк Парсонс
- Ванесса Хадженс — Кайлани
- Майкл Кейн — Александр Андерсон
- Луис Гусман — Габато
- Кристин Дэвис — Элизабет (Лиз) Андерсон

## Съёмки
Съёмки фильма проходили на острове Оаху и в Уилмингтоне.

## Критика
Фильм получил смешанные отзывы кинокритиков. На сайте Rotten Tomatoes фильм имеет рейтинг 45 % на основе 132 рецензии со средним баллом 5 из 10. На сайте Metacritic фильм имеет оценку 41 из 100 на основе 27 рецензий критиков, что соответствует статусу «смешанные или средние отзывы». Роджер Эберт, который дал первому фильму две звезды, дал сиквелу две с половиной звезды, заявив: «Это не „хороший“ фильм в обычном смысле, но он весёлый и добродушный, а Майкл Кейн и Дуэйн Джонсон — одни из лучших».

## Нереализованное продолжение
В августе 2014 года стало известно, что Кэри Хэйс и Чад Хэйс напишут сценарий к третьему фильму. В ноябре 2015 года было объявлено, что Брэд Пейтон вернётся к роли режиссёра, а Дуэйн Джонсон к роли Хэнка Парсонса. Позже стало известно, что будет два продолжения, а не одно.